# Broissia
Broissia är en kommun i departementet Jura i regionen Bourgogne-Franche-Comté i östra Frankrike. Kommunen ligger i kantonen Saint-Julien som tillhör arrondissementet Lons-le-Saunier. År 2022 hade Broissia 57 invånare.

## Befolkningsutveckling
Antalet invånare i kommunen Broissia
Referens:INSEE